# 신촌향사
신촌향사(新村鄕舍)는 대한민국 제주특별자치도 제주시 조천읍 신촌리에 있는 건축물이다. 1975년 3월 12일 제주특별자치도의 유형문화재 제8호로 지정되었다.

## 개요
신촌향사는 마을의 공무를 처리하던 곳이다.
조선 순조 5년(1805)에 이곳으로 옮겨 지었다고 하며, 그 뒤로도 여러 차례 고쳐서 원래 형태에서 많이 바뀐 것으로 보인다. 특히 최근 보수 때 침수에 대비하여 지대를 높이면서 본래의 분위기를 거의 잃었다.
앞면이 7칸으로 제주도의 일반 민가보다 규모가 크고 가운데에 있는 대청도 넓다. 그러나 구조와 양식 등은 민가와 거의 비슷하다.
신촌향사는 우리나라에 별로 많지 않은 용도의 건물로 주목 받고 있다.

## 참고 자료
- 신촌향사 - 국가유산청 국가유산포털